# Jacques Damase
Pour les articles homonymes, voir Damase.
Jacques Damase, né le 29 mars 1930 à Lambézellec et mort le 11 juillet 2014 à Paris 18e, est un éditeur français. 

## Biographie
En 1948, Jacques Damase crée sa maison d'édition, à l'âge de 17 ans, ce qui en fait pour les magazines de l'époque, « le plus jeune éditeur du monde ». 
Il meurt le 11 juillet 2014 d'un accident survenu aux États-Unis, après lequel il avait été rapatrié à Paris

### Éditeur et galeriste
Il publie des textes de Jean-Paul Sartre (Nourritures, avec des illustrations de Wols, 1949), Jean-Louis Barrault, Daniel Gélin, avant d'être chargé par l'éditeur Skira de reprendre la revue Labyrinthe dont il dirige plusieurs numéros. 
En tant qu'auteur, il publie des monographies sur Chagall, Braque, Vivin, Picasso, Arno Breker et participe à la revue Plaisir de France. 
Il organise comme commissaire plusieurs expositions dont la première exposition du Pop Art anglais à Genève, et de l'École de Berlin (dont Bazelitz) et s'occupe de l'œuvre de Sonia Delaunay pendant les quinze dernières années de la vie de celle-ci, multipliant les albums, les monographies et les éditions de gravures et de lithographies de cette grande artiste abstraite auquel son nom restera attaché.
Il dirige une galerie d'art à Paris (Galerie de Varenne), ainsi qu'à Bruxelles où il montre des travaux rares (aquarelles de Le Corbusier, gravures de Jim Dine, Jean Cocteau, Hans Arp, bijoux d'artistes).
En tant qu'éditeur, Jacques Damase publie de beaux livres originaux et personnels (Paul Éluard, Marcel Aymé, Joë Bousquet) qu'il conçoit lui-même de bout en bout (mise en page, typographie, graphisme) dans les domaines de l'art, de la littérature et de la typographie. 
En art, il publie des artistes modernes et contemporains renommés (Sonia et Robert Delaunay, Max Ernst, Calder, Cocteau, Patrick Raynaud, Jean-Luc Vilmouth, etc.) issus de différents courants, ainsi que des artistes parfois un peu oubliés (Girodet, Crivelli, José Maria Sert, Gustave Doré, Chaissac, Félicien Rops, etc.) selon le principe du « coup de cœur », sans jamais s'occuper d'aucune considération « marketing ». 
En 1978, Jacques Damase publie à Paris Mayo. 50 ans de dessins, anthologie de 150 dessins que C. Siniscalco présente à Rome. 
Il édite ou réédite de grands auteurs du domaine public ou il fait appel à des auteurs ou des spécialistes pour l'aider à la conception de ses ouvrages, qui sont presque tous des créations personnelles, et non pas seulement les titres d'un simple catalogue d'éditeur. 
On trouve cependant dans son catalogue des ouvrages sur des sujets aussi divers que l'architecture, l'art décoratif, les arts appliqués et l'artisanat d'art, la typographie (dont il est un des premiers à publier des monographies : Bodoni, la Révolution Typographique depuis Mallarmé, etc.), la peinture, la sculpture et les arts graphiques, la photographie, la littérature pour adulte et pour enfants, le cinéma (un scénario de Buñuel par exemple), dans une approche générale de la culture qui s'avère être celle d'un « honnête homme » du XXe siècle.
Cinq de ses livres résument cinquante ans d’édition : La Saison des amours (1949), poèmes d’Éluard, gravures de Johnny Friedlaender ; Les Miroirs du roi Salomon (1962), les trente derniers pastels d’Atlan ; Rythmes-Couleurs (1966), la somme de la longue complicité qui unit Damase à Sonia Delaunay ; Le Numéro Barbette (1980), consacré à Barbette, extraordinaire acrobate et première drag queen parisienne, par Man Ray et Cocteau ; Atao, enfin, une somme de 1 500 images pesant deux kilos, consacrée à la Bretagne qui vit naître l’éditeur.
Jacques Damase est l'un des rares éditeurs à avoir eu de son vivant des expositions de ses livres dans de grandes bibliothèques et musées internationaux (au Centre Pompidou, de novembre 1979 à janvier 1980, avec une introduction de Louis Aragon, à Berlin, Madrid, Stockholm, Athènes, La Haye, Moscou, Saint-Pétersbourg, Bucarest, au musées Gutenberg de Mayence, etc.).

## Réception critique
Dans le milieu de l'édition d'art et des commissaires priseurs, Damase est reconnu comme une « pointure » par l'originalité et le soin particulier apportés à sa production. Il prend une part très active dans le choix des textes, des illustrations, de la conception et de la réalisation du livre.

Selon Le Journal des arts (n° 288), 

« Jacques Damase a marqué l’édition d’art du fer de sa singularité. »

Ses publications, souvent sorties en édition limitée, sont toujours aussi cotées de nos jours.

## Ouvrages publiés sous son nom d'auteur
- Les gravures de Jacques Callot, Paris, 1951.
- L'Histoire du music-hall depuis 1914, Paris, 1958.
- Histoire des ballets russes, Théâtre de France, 1958.
- Tellem et Dogons, Londres, Hanover Gallery, 1958.
- Les dessins de Kijno, Paris, éditions Tisné, 1961.
- Les miroirs du roi Salomon, ill. de Jean-Michel Atlan, Paris, Tisné, 1962.
- 100 ans de vie parisienne, Bruna, 1962.
- Les masques de la Suisse primitive, Numaga, 1963.
- Révolution typographique depuis Stéphane Mallarmé, Genève, Motte, 1966.
- L'Œuvre gravé de James Ensor, Genève, Motte, 1967.
- (en) Carriages and Harnesses, Londres, Weidenfel and Nicolson, 1967.
- Rythmes et couleurs de Sonia Delaunay, Paris, Hermann, 1971.
- ABC Alphabet de Sonia Delaunay, Paris, L'école des loisirs, 1972.